# Metformin
Metformin är ett läkemedel som tillhör gruppen biguanider och som används för att behandla diabetes mellitus typ 2. Metformin verkar dels genom att uppreglera de insulinberoende GLUT4-transportörerna i perifera muskler vilket leder till att mer socker kan tas upp från blodbanan och dels genom att hämma glukoneogenesen i levern vilket gör att mindre nytt socker skapas.
Metformin i monoterapi leder i princip aldrig till hypoglykemi vilket förekommer vid användning av sulfonylurea. I och med att glukoneogenesen använder laktat som substrat (Coricykeln) så kan en hög halt av metformin i blodet leda till laktatacidos.
Metformin utsöndras via urinen och vid nedsatt eller kraftigt nedsatt njurfunktion ackumuleras det i blodet och det finns risk för laktatacidos, som är en mycket allvarlig komplikation och därför krävs det då särskilda överväganden vid eventuell metforminbehandling av de patienterna. Den vanligaste biverkan är dosberoende mag-tarmbesvär varför man vid behandling börjar med en låg dos som sedan successivt ökar tills terapeutisk nivå nås.

## Indikation och behandling
Metformin är förstahandsmedlet vid diabetes mellitus typ 2 endera som monoterapi eller i kombination med andra diabetesläkemedel inklusive insulin. Läkemedlet ges till personer med diabetes mellitus typ 2 oavsett vikt då det har effekt på HbA1c. Hos personer med högre BMI (kroppsmasseindex) har det även dokumenterad effekt att förebygga hjärt-kärlsjukdom även vid en låg dos som 500 mg dagligen, vilket kan motivera fortsatt behandling hos patienter som får mag-tarmbiverkningar vid terapeutiska doser.